# Anna Achszarumowa
Anna Markowna Achszarumowa, ros. Анна Марковна Ахшарумова (ur. 9 stycznia 1957 w Moskwie) – amerykańska szachistka pochodzenia rosyjskiego, arcymistrzyni od 1989 roku.

## Kariera szachowa
W latach 1976 i 1984 dwukrotnie zdobyła tytuły indywidualnej mistrzyni Związku Radzieckiego. W 1977 zwyciężyła w kołowym międzynarodowym turnieju w Budapeszcie. W 1986 wspólnie z mężem arcymistrzem Borisem Gulko wyemigrowała do Izraela, a następnie do Stanów Zjednoczonych (barwy tego kraju reprezentuje od 1986 roku). W 1987 zdobyła złoty medal mistrzostw USA, wygrywając wszystkie 9 partii. W 1990 odniosła największy międzynarodowy sukces, dzieląc V m. (wspólnie z Juliją Dieminą) w rozegranym w Kuala Lumpur turnieju międzystrefowym (eliminacji mistrzostw świata). W 1996 zdobyła srebrny, a w 1997 – brązowy medal w mistrzostwach Stanów Zjednoczonych.
Reprezentowała Stany Zjednoczone w turniejach drużynowych, m.in.: trzykrotnie na olimpiadach szachowych (w latach 1988, 1990, 1996).
Najwyższy ranking w karierze osiągnęła 1 lipca 1988, z wynikiem 2400 punktów dzieliła wówczas 9-10. miejsce (wspólnie z Martą Lityńską) na światowej liście FIDE. Od 1998 nie uczestniczy w turniejach klasyfikowanych przez Międzynarodową Federację Szachową.